# Ken Crawley
Ken Crawley (* 8. Februar 1993 in Washington, D.C.) ist ein ehemaliger US-amerikanischer American-Football-Spieler in der National Football League (NFL). Er stand zuletzt bei den San Francisco 49ers unter Vertrag.

## College
Crawley besuchte die University of Colorado Boulder und spielte für deren Mannschaft, die Buffaloes, erfolgreich College Football. In insgesamt 47 Partien konnte er 201 Tackles setzen und 36 Pässe verhindern. Außerdem gelangen ihm drei Interceptions.

## NFL

### New Orleans Saints
Beim NFL Draft 2016 fand Crawley keine Berücksichtigung, wurde aber danach von den New Orleans Saints als Free Agent verpflichtet und erhielt einen Dreijahresvertrag über 1,62 Millionen US-Dollar. Durch seine guten Leistungen während der Vorbereitung setzte er sich gegen starke Konkurrenz durch, schaffte es ins Team und kam in seiner Rookiesaison in 15 Spielen zum Einsatz. Fünf Mal lief er sogar als Starter auf. 2017 wurde er in 13 Partien aufgeboten. Gemeinsam mit dem Rookie Marshon Lattimore half er mit, das fehleranfällige Defensive Backfield der Saints zu stabilisieren.
 2018 verlor er durch die Verpflichtung von Eli Apple seine Position als Starter allerdings wieder. 2019 wurde er nur in einer Partie aufgeboten und  Ende Oktober schließlich entlassen.

### Miami Dolphins
Am 30. Oktober 2019 wurde Crawley von den Miami Dolphins verpflichtet. Er bestritt für sein neues Team vier Spiele, wurde jedoch  Anfang Dezember auf die Injured Reserve List gesetzt.

### Las Vegas Raiders
Im Januar 2020 unterschrieb Crawley einen Reserve/Future Contract bei den Las Vegas Raiders. Mitte August wurde er allerdings schon wieder entlassen.

### Arizona Cardinals
Am 21. August 2020 wurde Crawley von den Arizona Cardinals verpflichtet, allerdings im Zuge der Kaderverkleinerung zu Beginn der Regular Season, am 5. September erneut entlassen.

### Zurück bei den New Orleans Saints
Am 28. September 2020 nahmen ihn die Saints in ihren Practice Squad auf.

### San Francisco 49ers
Am 10. August 2022 nahmen die San Francisco 49ers Crawley unter Vertrag. Im Rahmen der finalen Kaderverkleinerung wurde er am 29. August entlassen.